# 隆兴路 (至元)
隆兴路，元朝时设置的路。
至元十四年（1277年）升隆兴府为路，江西等处行中书省驻此，治所在南昌、新建二县（今江西省南昌市）。辖境相当今江西省南昌、奉新、丰城、进贤、修水、武宁、新建、靖安、铜鼓等市县地。至元二十一年改龙兴路。